# István Nagy (Komponist)

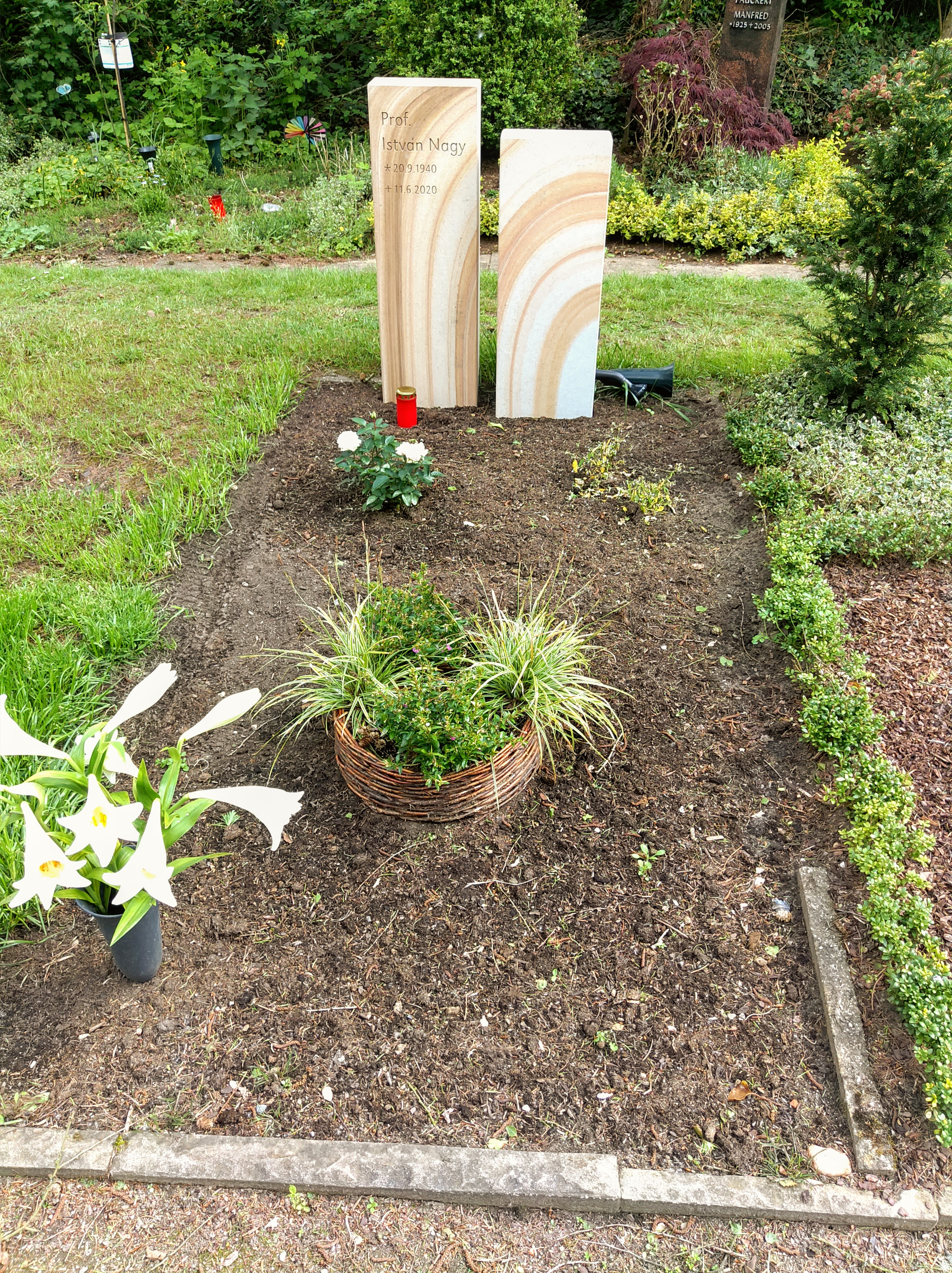
Das Grab von István Nagy auf dem Dülmener Waldfriedhof

István Nagy (* 20. September 1940 in Budapest; † 11. Juni 2020 in Dülmen) war ein ungarischer Komponist, Pianist, Dirigent und Musikpädagoge.
Er besuchte das Musikgymnasium in Szeged. Nach dem Abitur ging er an die Franz-Liszt-Musikakademie in Budapest und studierte dort bis 1965 Klavier, Dirigieren, Komposition und Musikpädagogik. 1968 ging er als Absolvent der Meisterklassen von Emil Gilels und Olga Zsukova an das Tschaikowski-Konservatorium nach Moskau. 1973 wurde er zum Professor an der Budapester Musikhochschule berufen.
Seit 1976 lebt Nagy in Deutschland. Von 1986 bis 2005 arbeitete er als Fachbereichsleiter für das Fach Klavier an der Musikschule Marl. Zu seinen Kompositionen zählen u. a. Messen, Kinderopern, Suiten, Filmmusiken,  kammermusikalische Werke, Chorwerke sowie Werke für Gesang, Orchester und Gitarre.
Er war Leiter des von ihm  aufgebauten Jugendsinfonieorchesters in Dülmen und als Kompositions- und Klavierlehrer tätig. Zu seinen Schülern gehören Matthias Pintscher und Matthias Hettmer.

## Auszeichnungen und Ehrungen
- 1966: 2. Preisträger des Internationalen Musikwettbewerbs in München
- 1995: Porträt durch die Universität Münster im Rahmen ihres 11. Komponistenfestivals
- 2006: Kulturträger der Stadt Dülmen für sein Oratorium „Opus Dulmanum“

| Personendaten    | Personendaten                                              |
| ---------------- | ---------------------------------------------------------- |
| NAME             | Nagy, István                                               |
| KURZBESCHREIBUNG | ungarischer Komponist, Pianist, Dirigent und Musikpädagoge |
| GEBURTSDATUM     | 20. September 1940                                         |
| GEBURTSORT       | Budapest                                                   |
| STERBEDATUM      | 11. Juni 2020                                              |
| STERBEORT        | Dülmen                                                     |